# Parasquilla coccinea
Parasquilla coccinea är en kräftdjursart som beskrevs av Manning 1962. Parasquilla coccinea ingår i släktet Parasquilla och familjen Parasquillidae. Inga underarter finns listade i Catalogue of Life.